# Achmim
Achmim – miasto w środkowym Egipcie, nad Nilem, w muhafazie Sauhadż, ok. 2 km na wschód od miasta Sauhadż. W starożytności stolica 9 nomu górnoegipskiego. Ośrodek kultu boga Mina.
Zabytkami w Achmim są: ruiny świątyń z czasów Totmesa III, Ramzesa II, Ptolemeusza XIV (48–44 p.n.e.) oraz cesarzy rzymskich: Domicjana (I w.) i Trajana (II w.). Wokół świątyń cmentarzyska datowane na okres Starego i Średniego Państwa. Znalezione tu resztki tkanin koptyjskich wskazują, że Achmim było zamieszkane przez cały okres historii Egiptu.